# Dracula exasperata
Dracula exasperata é uma espécie de orquídea epífita de crescimento cespitoso cujo gênero é proximamente relacionado às Masdevallia, parte da tribo Pleurothallidinae. Esta espécie é originária do sudoeste da Colômbia, onde habita florestas úmidas e nebulosas das montanhas.
Pode ser diferenciada das espécies mais próximas por apresentar sépalas verde-esbranquiçadas, internamente muito pubescentes, com manchas marrom-escuras perto da base.